# Alex Trebek
George Alexander Trebek (IPA: trəˈbɛk; Sudbury, Ontario, 1940. július 22. – Los Angeles, Kalifornia, 2020. november 8.) kanadai-amerikai műsorvezető és televíziós személyiség volt. A Jeopardy! című vetélkedő műsorvezetője volt, de több egyéb kvízműsort is vezetett, például a The Wizard of Odds-ot, a Double Dare-t, a High Rollers-t, a Battlestars-t, a Concentrationt és a To Tell the Truth-t. Gyakran megjelent filmekben és televíziós sorozatokban is, általában önmaga szerepében.
1998-ban amerikai állampolgár lett. Nyolc alkalommal nyert Emmy-díjat a "kiváló műsorvezető" kategóriában. 2020. november 8-án hunyt el, 80 éves korában. Szerződése szerint 2022-ig lett volna a Jeopardy! műsorvezetője.

## Élete
1940. július 22.-én született az ontariói Sudbury-ben. Szülei George Edward Trebek (születési nevén Terebeychuk) szakács és Lucille Marie Lagacé (1921–2016) voltak. Anyai nagyanyja az ontariói Mount St. Patrick-ben, Renfrew közelében született. Francia-angol háztartásban nőtt fel. Katonai középiskolába járt, de kilépett, mikor megkérték, hogy vágja le a haját. 13 éves korában londiner volt a szállodában, ahol apja szakácsként dolgozott. A Sudbury Secondary School (akkori nevén Sudbury High School) és az Ottawai Egyetem tanulója volt. 1961-ben diplomázott filozófiából. Ebben az időben a híradós karrier érdekelte.
Karrierje 1961-ben kezdődött a Canadian Broadcasting Corporationnél. Ő olvasta a rádióban a híreket, és különleges eseményeken szolgált tudósítóként.
A Music Hop című műsor vezetője volt; ez volt az első műsor, amit vezetett. 1966-ban a Reach for the Top című vetélkedő vezetője volt.

## Magánélete
1974-ben vette feleségül Elaine Callei-t. Nem voltak gyerekeik, azonban Trebek örökbe fogadta Callei lányát, Nicky-t. 1981-ben elváltak. 1990-ben házasodott össze Jean Currivan-nel. Két gyermekük volt, Matthew és Emily.
Volt egy 700 hold (283 hektár) területű farmja Paso Robles (Kalifornia) közelében, ahol versenylovakat tenyésztetett és edzett.

## Halála
2020. november 8-án hunyt el Los Angeles-i otthonában, hasnyálmirigyrák következtében. 80 éves volt. Elhamvasztották, hamvait átadták a feleségének.